# Bodenfelde
Bodenfelde är en kommun och ort i Landkreis Northeim i förbundslandet Niedersachsen i Tyskland.